# Screen Actors Guild Award/Bester Darsteller in einer Comedyserie

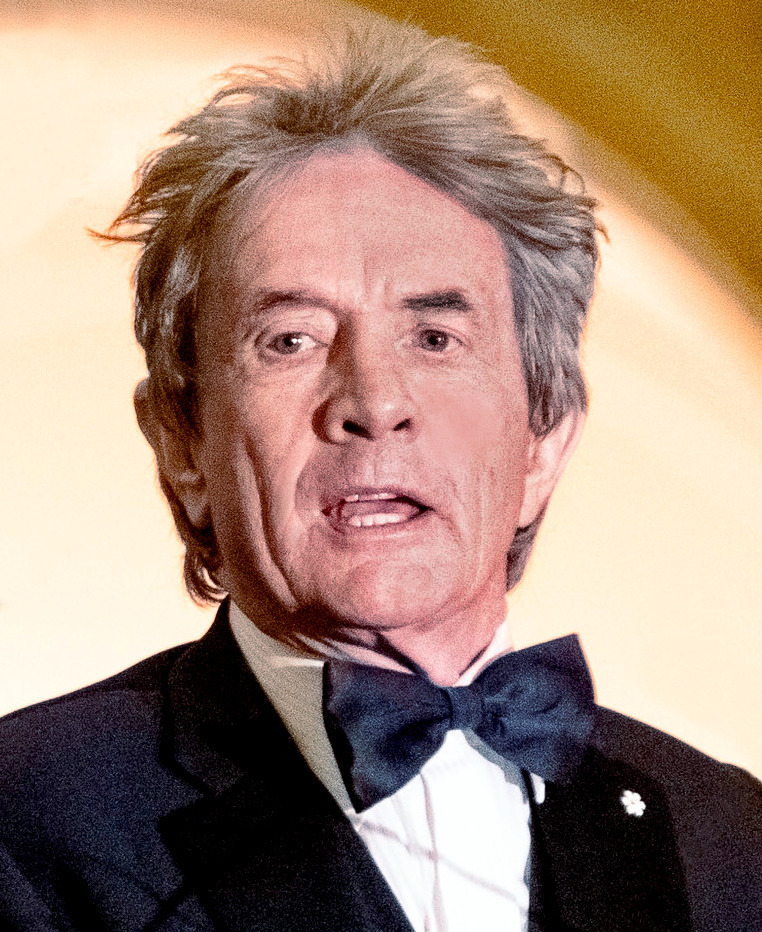
Preisträger 2025: Martin Short (Only Murders in the Building)

Der Screen Actors Guild Award in der Kategorie Bester Darsteller in einer Comedyserie (Originalbezeichnung: Outstanding Performance by a Male Actor in a Comedy Series) ist eine der Auszeichnungen, die jährlich in den Vereinigten Staaten von der Screen Actors Guild, einer Gewerkschaft von Schauspielern, verliehen werden. Sie richtet sich an Schauspieler, die eine hervorragende Leistung in einer Haupt- oder Nebenrolle in einer Comedy-Fernsehserie erbracht haben. Die Kategorie wurde 1995 ins Leben gerufen. Die Gewinner werden in einer geheimen Abstimmung durch die Vollmitglieder der Gewerkschaft ermittelt.

## Statistik

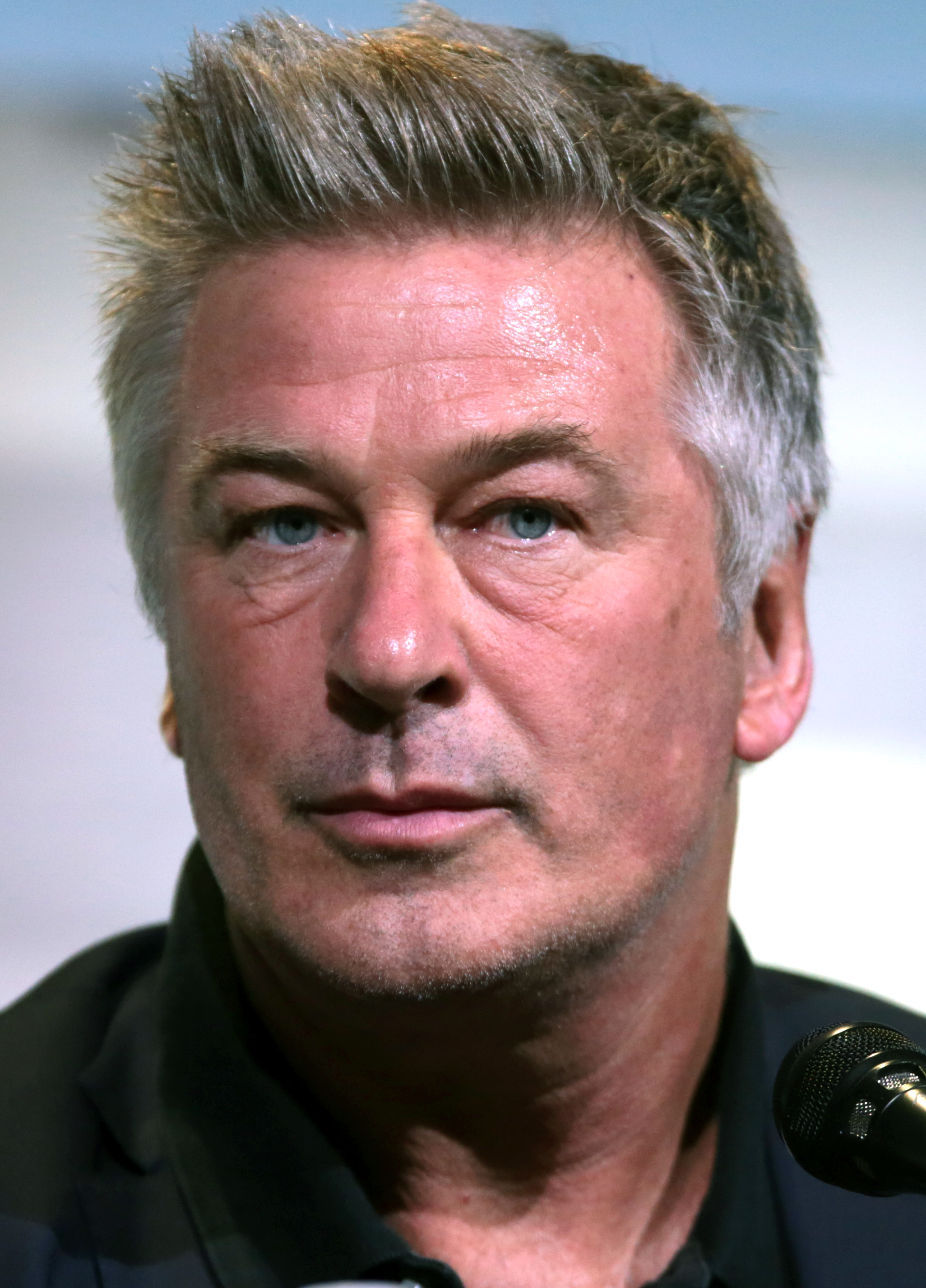
Siebenmaliger Sieger: Alec Baldwin (2016)

Die Kategorie Bester Darsteller in einer Comedyserie wurde zur ersten Verleihung im Februar 1995 geschaffen. Seitdem wurden an 14 verschiedene Schauspieler eine Gesamtanzahl von 31 Preisen in dieser Kategorie verliehen. Der erste Preisträger war Jason Alexander, der 1995 für seine Rolle als George Costanza in der NBC-Sitcom Seinfeld ausgezeichnet wurde. Der bisher letzte Preisträger war Martin Short, der 2025 für seine Rolle als Oliver Putnam in der Hulu-Dramedy Only Murders in the Building geehrt wurde.
Ältester Gewinner mit 74 Jahren war 2025 der Kanadier Martin Short (Only Murders in the Building); ältester nominierter Schauspieler mit 85 Jahren 2020 der US-Amerikaner Alan Arkin (The Kominsky Method). Jüngster Gewinner mit 31 Jahren war 2002 der US-Amerikaner Sean Hayes (Will & Grace); jüngster nominierter Schauspieler mit 20 Jahren 2011 sein Landsmann Chris Colfer (Glee).
| Statistik                          | Schauspieler   | Anzahl | Jahre                                                    |
| ---------------------------------- | -------------- | ------ | -------------------------------------------------------- |
| Häufigste Auszeichnungen           | Alec Baldwin   | 07     | 2007, 2008, 2009, 2010, 2011, 2012, 2013                 |
| Häufigste Nominierungen (* = Sieg) | Tony Shalhoub  | 09     | 2003, 2004*, 2005*, 2007, 2008, 2009, 2010, 2019*, 2020* |
| Häufigste Nominierungen ohne Sieg  | Kelsey Grammer | 08     | 1995, 1996, 1997, 1998, 1999, 2000, 2001, 2002           |

## Gewinner und Nominierte
Die unten aufgeführten Fernsehserien werden mit ihrem deutschen Ausstrahlungstitel (sofern ermittelbar) angegeben, danach folgt in Klammern in kursiver Schrift der fremdsprachige Originaltitel. Die Nennung des Originaltitels entfällt, wenn deutscher und fremdsprachiger Filmtitel identisch sind. Die Gewinner stehen hervorgehoben in fetter Schrift an erster Stelle.

### 1995–2000
1995
Jason Alexander – Seinfeld
John Goodman – Roseanne
Kelsey Grammer – Frasier
David Hyde Pierce – Frasier
Paul Reiser – Verrückt nach dir (Mad About You)
1996
David Hyde Pierce – Frasier
Jason Alexander – Seinfeld
Kelsey Grammer – Frasier
Paul Reiser – Verrückt nach dir (Mad About You)
Michael Richards – Seinfeld
1997
John Lithgow – Hinterm Mond gleich links (3rd Rock from the Sun)
Jason Alexander – Seinfeld
Kelsey Grammer – Frasier
David Hyde Pierce – Frasier
Michael Richards – Seinfeld
1998
John Lithgow – Hinterm Mond gleich links (3rd Rock from the Sun)
Jason Alexander – Seinfeld
Kelsey Grammer – Frasier
David Hyde Pierce – Frasier
Michael Richards – Seinfeld
1999
Michael J. Fox – Chaos City (Spin City)
Jason Alexander – Seinfeld
Kelsey Grammer – Frasier
Peter MacNicol – Ally McBeal
David Hyde Pierce – Frasier
2000
Michael J. Fox – Chaos City (Spin City)
Kelsey Grammer – Frasier
Peter MacNicol – Ally McBeal
David Hyde Pierce – Frasier
Ray Romano – Alle lieben Raymond (Everybody Loves Raymond)

### 2001–2010
2001
Robert Downey Jr. – Ally McBeal
Kelsey Grammer – Frasier
Sean Hayes – Will & Grace
Peter MacNicol – Ally McBeal
David Hyde Pierce – Frasier
2002
Sean Hayes – Will & Grace
Peter Boyle – Alle lieben Raymond (Everybody Loves Raymond)
Kelsey Grammer – Frasier
David Hyde Pierce – Frasier
Ray Romano – Alle lieben Raymond (Everybody Loves Raymond)
2003
Sean Hayes – Will & Grace
Matt LeBlanc – Friends
Bernie Mac – The Bernie Mac Show
Ray Romano – Alle lieben Raymond (Everybody Loves Raymond)
Tony Shalhoub – Monk
2004
Tony Shalhoub – Monk
Peter Boyle – Alle lieben Raymond (Everybody Loves Raymond)
Brad Garrett – Alle lieben Raymond (Everybody Loves Raymond)
Sean Hayes – Will & Grace
Ray Romano – Alle lieben Raymond (Everybody Loves Raymond)
2005
Tony Shalhoub – Monk
Jason Bateman – Arrested Development
Sean Hayes – Will & Grace
Ray Romano – Alle lieben Raymond (Everybody Loves Raymond)
Charlie Sheen – Two and a Half Men
2006
Sean Hayes – Will & Grace
Larry David – Lass es, Larry! (Curb Your Enthusiasm)
Jason Lee – My Name Is Earl
William Shatner – Boston Legal
James Spader – Boston Legal
2007
Alec Baldwin – 30 Rock
Steve Carell – The Office
Jason Lee – My Name Is Earl
Jeremy Piven – Entourage
Tony Shalhoub – Monk
2008
Alec Baldwin – 30 Rock
Steve Carell – The Office
Ricky Gervais – Extras
Jeremy Piven – Entourage
Tony Shalhoub – Monk
2009
Alec Baldwin – 30 Rock
Steve Carell – The Office
David Duchovny – Californication
Jeremy Piven – Entourage
Tony Shalhoub – Monk
2010
Alec Baldwin – 30 Rock
Steve Carell – The Office
Larry David – Lass es, Larry! (Curb Your Enthusiasm)
Tony Shalhoub – Monk
Charlie Sheen – Two and a Half Men

### 2011–2020
2011
Alec Baldwin – 30 Rock
Ty Burrell – Modern Family
Steve Carell – The Office
Chris Colfer – Glee
Ed O’Neill – Modern Family
2012
Alec Baldwin – 30 Rock
Ty Burrell – Modern Family
Steve Carell – The Office
Jon Cryer – Two and a Half Men
Eric Stonestreet – Modern Family
2013
Alec Baldwin – 30 Rock
Ty Burrell – Modern Family
Louis C.K. – Louie
Jim Parsons – The Big Bang Theory
Eric Stonestreet – Modern Family
2014
Ty Burrell – Modern Family
Alec Baldwin – 30 Rock
Jason Bateman – Arrested Development
Don Cheadle – House of Lies
Jim Parsons – The Big Bang Theory
2015
William H. Macy – Shameless
Ty Burrell – Modern Family
Louis C.K. – Louie
Jim Parsons – The Big Bang Theory
Eric Stonestreet – Modern Family
2016
Jeffrey Tambor – Transparent
Ty Burrell – Modern Family
Louis C.K. – Louie
William H. Macy – Shameless
Jim Parsons – The Big Bang Theory
2017
William H. Macy – Shameless
Anthony Anderson – Black-ish
Tituss Burgess – Unbreakable Kimmy Schmidt
Ty Burrell – Modern Family
Jeffrey Tambor – Transparent
2018
William H. Macy – Shameless
Anthony Anderson – Black-ish
Aziz Ansari – Master of None
Larry David – Lass es, Larry! (Curb Your Enthusiasm)
Sean Hayes – Will & Grace
Marc Maron – GLOW
2019
Tony Shalhoub – The Marvelous Mrs. Maisel
Alan Arkin – The Kominsky Method
Michael Douglas – The Kominsky Method
Bill Hader – Barry
Henry Winkler – Barry
2020
Tony Shalhoub – The Marvelous Mrs. Maisel
Alan Arkin – The Kominsky Method
Michael Douglas – The Kominsky Method
Bill Hader – Barry
Andrew Scott – Fleabag

### 2021–2030
2021
Jason Sudeikis – Ted Lasso
Nicholas Hoult – The Great
Daniel Levy – Schitt’s Creek
Eugene Levy – Schitt’s Creek
Ramy Youssef – Ramy
2022
Jason Sudeikis – Ted Lasso
Michael Douglas – The Kominsky Method
Brett Goldstein – Ted Lasso
Steve Martin – Only Murders in the Building
Martin Short – Only Murders in the Building
2023
Jeremy Allen White – The Bear: King of the Kitchen (The Bear)
Anthony Carrigan – Barry
Bill Hader – Barry
Steve Martin – Only Murders in the Building
Martin Short – Only Murders in the Building
2024
Jeremy Allen White – The Bear: King of the Kitchen (The Bear)
Brett Goldstein – Ted Lasso
Bill Hader – Barry
Ebon Moss-Bachrach – The Bear: King of the Kitchen (The Bear)
Jason Sudeikis – Ted Lasso
2025
Martin Short – Only Murders in the Building
Adam Brody – Nobody Wants This
Ted Danson – Undercover im Seniorenheim (A Man on the Inside)
Harrison Ford – Shrinking
Jeremy Allen White – The Bear: King of the Kitchen (The Bear)